# Marcela Kloosterboer
Marcela Kloosterboer (née le 5 juillet 1983 à Vicente López, Buenos Aires) est une actrice argentine.

## Filmographie
- 1999 : Chiquititas (série télévisée) : Candela Maza
- 2007 : Lalola (série télévisée) : Romina
- 2017 : Las Estrellas (série télévisée) : Lucia Estrella